# Гонсалу I Мендіш
Гонсалу I Мендіш (порт. Gonçalo I Mendes; бл. 925–997) — граф Португалії в 950—997 роках.

## Життєпис
Походив з династії Переш-Белантес. Син Менду I Гонсалвіша, графа Португальського, і Мумадони Діаш. Народився близько 925 року. Між 943 та 950 роками після смерті батька стає новим графом. Втім фактично влада перейшла до матері. Вперше з титулом графа Гонсалу Мендіш згадується 24 липня 950 року, коли його мати розподілила між 6 синами свої володіння. Лише у 959 році Гонсалу I отримав реальну владу в Портукаленс.
У 962 році він підняв повстання проти Санчо I, але незабаром замирився з ним. У 964 році на узбережжі Галісії висадилося велике військо вікінгів, яке сплюндрувало узбережжя і розбило військо галісійців, що виступило їм назустріч. 965 року міське ополчення змусило вікінгів залишити Галісію. При цьому галісійці не отримали жодної допомоги від короля Санчо I, зайнятого війною з маврами. Бездіяльність короля викликало невдоволення галісійська знаті, в результаті чого проти Санчо I влітку 966 року виник новий заколот, до яких долучився Гонсалу I Мендіш. Король Санчо I виступив проти заколотників, які при наближенні королівського війська оголосили про те, що готові примиритися з королем. Санчо I також висловив бажання вирішити конфлікт мирним шляхом, прийняв у себе призвідників заколоту і оголосив їм про прощення. 16 листопада король і найвизначніші галісійські сеньйори, серед яких був і Гонсалу, в Лобрані підтвердили дарчу хартію, дану королем місцевим монастирям. Але у грудні того ж року Гонсалу I отруїв короля у замку Міньо, пригостивши його при особистій зустрічі отруєним яблуком.
За малолітнього короля Раміро III та регентші Ельвіри Рамірес Гонсалу I долучився до королівського двору. 968 року перебував у столиці — місті Леон. Граф Португалії лише номінально визнавав владу короля, разом з іншими впливовими феодалами Галісії та Астурії фактично став незалежним. Але без міцної королівської влади феодали не змогли об'єднати зусилля для захисту Галісії від нападів вікінгів. У 968 році володіння Гонсалу I на узбережжі Атлантики були розграбовані норманами.
У 969 році вступив у конфлікт з аристократом Родріго Веласкесом через земельний спір (монастир Санта-Комба, який належав ченцю Одоїно) між невісткою брата Родріго — Гунтродой, абатисою монастиря Пайо, і Муніадомной Діаш, матір'ю Гонсалу. У підсумку в 970 році Гонсалу I розбив Родріго Веласкеса в битві при Аквіонхі. 971 року разом з Гонсалу Муньйосом, графом Коїмбри, очолив посольство до кордовського халіфа аль-Хакама II.
У 981 році галісійська знать та єпископи, незадоволені політикою Раміро III і поразкою в битві біля Руеди проти маврів, повстали, обравши королем Галісії Бермудо II. Пізніше до повстання приєднався Гонсалу I. У 984 році Бермундо II зміг повалити Раміро III. Ймовірно, значну допомогу надав Гонсалу I, оскільки у 985 році згадується з титулом великий герцог португальців. З 987 року війська Кордовського халіфату почали напади на християнські держави, до 990 року було сплюндровано північно-східні області графства Портукаленс. Графство Коїмбра, яке прикривало Портукаленс, було знищено.
У 991—992 роках був учасником повстання галісійської знаті проти Бермудо II, який мусив піти на поступки. У 994 році він отримав під управління місто Брагу. Гонсалу I загинув в 997 році в битві під час походу аль-Мансура на Сантьяго-де-Компостела. Трон успадкував його син Менду II Гонсаліш.

## Родина
1. Дружина — Ільдуара, донька Пелайо Гонсалеса, графа Деси.
Діти: 
- Раміро (д/н — після 986)
- Росендо (д/н — після 1014)
- Мендо (д/н — 1008), граф Португалії
- Тода, дружина граф Родріго Ордоньєса
- Дієго
- Мумадомна (д/н — до 1013)

2. Дружина — Ермезінда
Діти: не було